# Лютинка (річка)
Лю́тинка — річка в Україні, у межах  Жидачівського району Львівської області. Права притока Дністра (басейн Чорного моря). 

## Опис
Довжина 21 км, площа басейну 64,6 км². Долина вузька, річище слабозвивисте; заплава не широка, у пригирловій частині заболочена. 

## Розташування
Лютинка бере початок у лісовому масиві на південний захід від села Чертіж. Тече на північний схід. Впадає до Дністра на схід від села Лютинки. 
Над річкою розташовані села: Чертіж, Тернавка, Мельнич і Лютинка. 